# Fredrik Jacobson
Fredrik Jacobson (født 26. september 1974 i Molndal, Sverige) er en svensk golfspiller, der pr. juli 2008 står noteret for 3 sejre gennem sin professionelle karriere. Hans bedste resultat i en Major-turnering er en 5. plads, som han opnåede ved US Open i 2003.